# Wodan

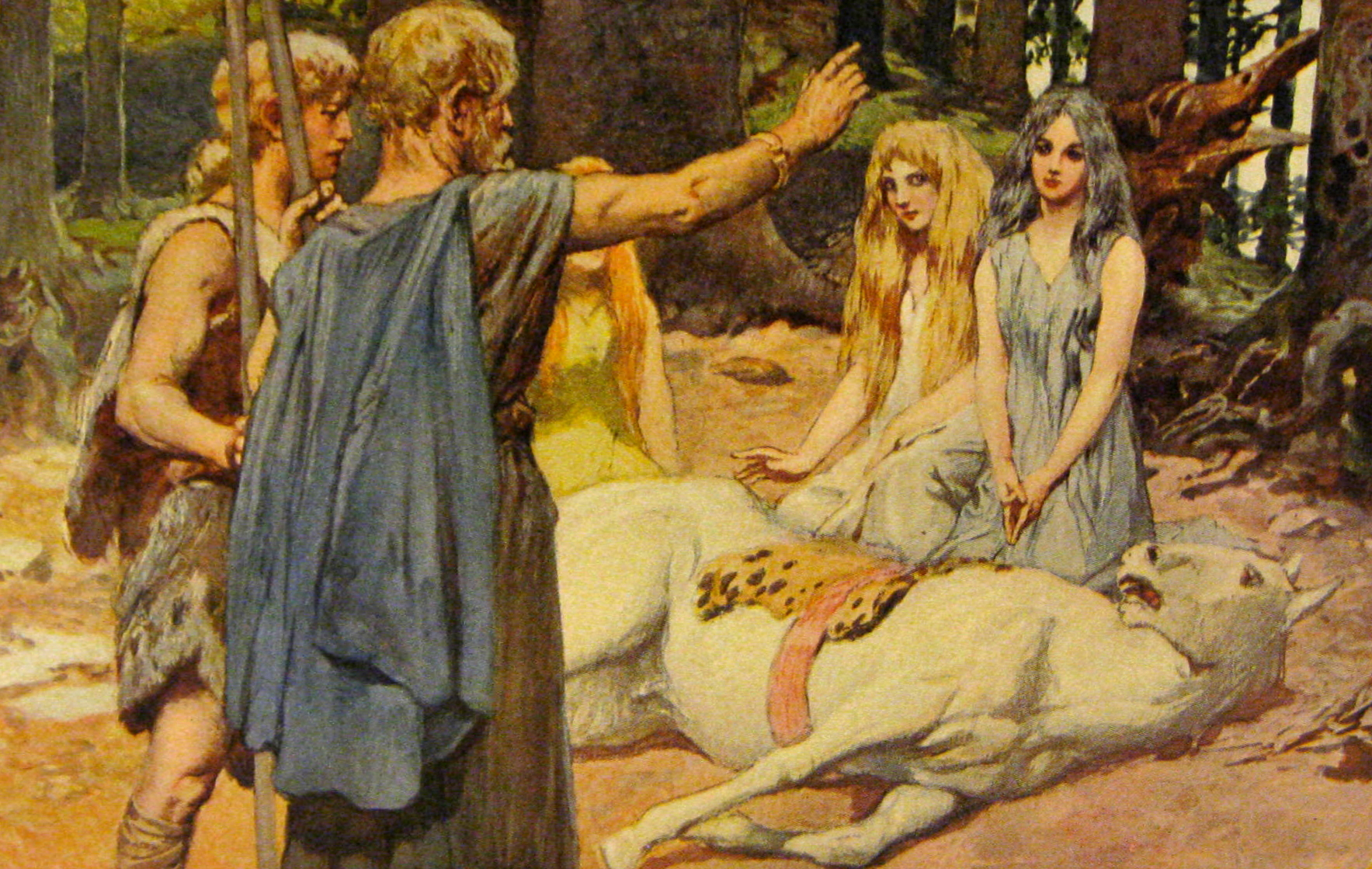
Wodan Cura o Cavalo de Balder, de Emil Doepler (1855-1922).

Wodan ou Woden (em inglês antigo: Ƿōden, Também referido como Odin ou Wôdan, (saxão antigo: Uuôden)) é uma das principas divindades do politeísmo anglo-saxão e germânico. Juntamente com seu equivalente nórdico  Óðinn, representa um desenvolvimento do deus proto-germânico *Wōdanaz. Mais especificamente, ele pode ser encontrado no termo que designa a quarta-feira no idioma inglês, Wednesday (do inglês antigo Ƿōdnesdæġ).
Embora se conheça menos a respeito da religião pre-cristã dos povos anglo-saxãos e germânicos continentais do que se conhece a respeito do paganismo nórdico, sabe-se que o deus Woden é atestado em topônimos ingleses, alemães e holandeses, bem como em diversos textos e evidências arqueológicas da Alta Idade Média.